# 仙师古庙
仙师古庙，位于中国广东省阳江市阳春市潭水镇盘新村委会黄仙洞，为阳春市文物保护单位，类型为古建筑，公布时间为2001年12月24日。
仙师古庙的历史年代为明代。